# Gitana (canción de Shakira)
«Gitana» –«Gypsy» en inglés– es el cuarto sencillo promocional del tercer disco en inglés She Wolf de la cantante colombiana Shakira (tercer sencillo del disco en español Loba), que fue lanzado el 26 de febrero de 2010. Canción originalmente en inglés, de la cual después se estrenó la versión en español, ya como sencillo. Esta versión fue incluida en la versión deluxe del álbum Loba, lanzada en marzo de 2010.

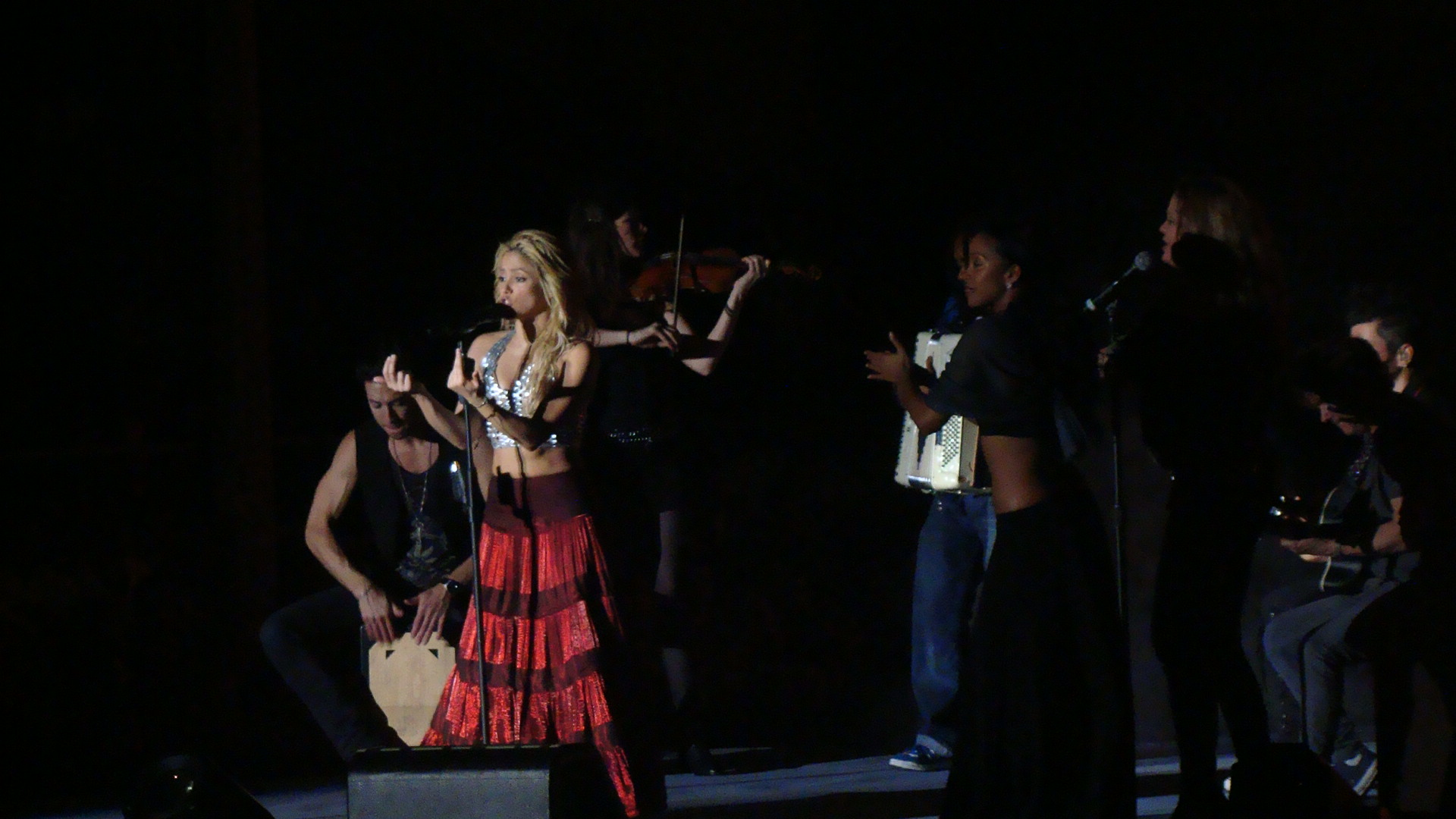
Gitana siendo interpretada durante el Sale el Sol World Tour

## Video musical
Las grabaciones del video oficial del sencillo comenzaron los primeros días de febrero en la ciudad de Barcelona, España. El director del video fue Jaume de la Iguana quien ya había trabajado con la colombiana en otros videos como Las de la intuición. 
El 18 de febrero se dio a conocer en la página oficial de Shakira, un adelanto de los videos en inglés y en español. Cuenta con la participación del tenista Rafael Nadal.
La cadena musical MTV estrenó el viernes 26 de febrero a través de su página web en exclusiva en todo el mundo. Allí se muestra a Shakira en un paisaje rocoso (probablemente un desierto) con Rafael Nadal en algunas escenas, mientras ella baila para él, donde al final se dan un apasionado beso.
El video de la canción debutó en el puesto número 1 de la lista Yahoo Video de Billboard, el 4 de marzo de 2010, bajando a Tik Tok de Kesha, anterior número uno. Es el tercer número uno que obtiene Shakira en esta lista con videos de su álbum She Wolf, siendo Loba y Give it up to me los otros dos videos que llegaron al número uno.
El video en plataforma Vevo tiene 101 millones de reproducciones la versión en español y 52 millones de reproducciones la versión en inglés. Dando un total de 153 millones en reproducciones.
Fue interpretada en la gira mundial Sale el Sol World Tour con una gran acogida y éxito y se encuentra presente en el DVD Shakira: En vivo desde París.

## Listas musicales
| Listas                   | Posiciones |
| ------------------------ | ---------- |
| US Billboard Yahoo Video | 1          |
| Los 10 Primeros          | 1          |
| MTV Brazil               | 1          |

"Gypsy" debutó en el #65 en el Hot 100 de Estados Unidos. También alcanzó el #1 de la lista Latin Pop Songs. Ha alcanzado el #1 en varios países de Latinoamérica y otros como Rumania y Eslovenia, desbancando canciones como Mientes de Camila, Telephone y Bad Romance de Lady Gaga o Hasta abajo de Don Omar.
Debutó en España en el puesto #47 antes de ser lanzada como sencillo oficial, subiendo al #22 y a la tercera semana al #9. Recibió el disco de platino en este país por vender 40 mil copias. Su máxima posición en listas fue #3
En Suiza logró debutar en el #12 y en Austria en el #11.

## Posiciones
| Listas                           | Posiciones |
| -------------------------------- | ---------- |
| Alemania Top 100                 | 7          |
| Argentina Top 100                | 5          |
| Austria Top 75                   | 11         |
| Bélgica Ultratip 50 (Flanders)   | 4          |
| Belgica Top 40 (Wallonia)        | 40         |
| Brasil Hot 100                   | 20         |
| Bolivia Singles Chart            | 1          |
| Bulgaria Top 100 Airplay Chart   | 14         |
| Canada Hot 100                   | 80         |
| Costa Rica Top 30                | 5          |
| Colombia Top 100                 | 1          |
| Croacia Airplay Top 100          | 5          |
| Ecuador Singles Chart            | 1          |
| El Salvador Singles Chart        | 4          |
| Eslovaquia IFPI Top 100          | 23         |
| España Top 50                    | 4          |
| Eslovenia Top 20                 | 1          |
| Estados Unidos Top 5             | 1`         |
| Estonia Top 40                   | 2          |
| Euro Airplay Top 100             | 17         |
| Euro Digital Top 100             | 17         |
| Euro Singles Top 100             | 22         |
| Billboard European Hot 100       | 25         |
| Holanda Top 30                   | 3          |
| Honduras Singles Chart           | 1          |
| Hungría Top 40                   | 11         |
| Italia Airplay Top 100           | 21         |
| Italia Digital Top 200 ("Gypsy") | 23         |
| Luxemburgo Top 50                | 27         |
| México Top 20                    | 1          |
| Panama Singles Chart             | 1          |
| Paraguay Singles Chart           | 1          |
| República Checa Top 100          | 18         |
| Rumania Top 100                  | 1          |
| Rusia Top 100                    | 80         |
| Suiza Top 75                     | 12         |
| Top 40 Latino                    | 1          |
| Uruguay Top 50                   | 1          |
| Chile Top 100                    | 9          |
| US Billboard Digital Songs       | 48         |
| US Billboard Hot 100             | 65         |
| US Billboard Latin Pop Songs     | 1          |
| US Billboard Hot Latin Songs     | 6          |
| US Billboard Tropical Songs      | 24         |

## Certificaciones
| País   | Organismo certificador | Certificación | Ventas certificadas | Ref.   |
| ------ | ---------------------- | ------------- | ------------------- | ------ |
| España | PROMUSICAE             | Platino       | 40,000              | [ 14 ] |
| México | AMPROFON               | Platino       | 90,000              | [ 15 ] |

## Sucesiones
| Anterior: «Fight for this love» de Cheryl Cole                | Eslovenia Top 20 - Sencillo N° 1 10 de abril de 2010 - 24 de abril de 2010                                                                       | Siguiente: «Hey soul sister» de Train                                 |
| Anteriores: «Mientes» de Camila «Mi Princesa» de David Bisbal | México Top 20 - Sencillo N° 1 11 de abril de 2010 - 2 de mayo de 2010 (1.ª vuelta) 23 de mayo de 2010 - 30 de mayo de 2010 (2.ª vuelta)          | Siguientes: «Mi Princesa» de David Bisbal «Aléjate de mi» de Camila   |
| Anterior: «Bien o mal» de Julieta Venegas                     | Paraguay Singles Chart - Sencillo N° 1 18 de abril de 2010 - 25 de abril de 2010(1.ª vuelta) 3 de mayo de 2010 - 6 de junio de 2010 (2.ª vuelta) | Siguientes: «Bien o mal» de Julieta Venegas «Guapa» de Diego Torres   |
| Anterior: «Bad Romance» de Lady Gaga                          | Panama Singles Chart - Sencillo N° 1 25 de abril de 2010 - 3 de mayo de 2010                                                                     | Siguiente: «Mientes» de Camila                                        |
| Anterior: «Mientes» de Camila                                 | Uruguay Top 40 - Sencillo N° 1 2 de mayo de 2010 - 8 de mayo de 2010 (1.ª vuelta) 14 de mayo de 2010 - 21 de mayo de 2010 (2.ª vuelta)           | Siguientes: «Mientes» de Camila «Bad Romance» de Lady Gaga            |
| Anterior: «Tu Casa» de Sergio Sacota                          | Ecuador Singles Chart - Sencillo N° 1 3 de mayo de 2010 - 16 de mayo de 2010                                                                     | Siguiente: «Stereo Love» de Edward Maya                               |
| Anterior: «Mientes» de Camila                                 | US Billboard Latin Pop Songs - Sencillo N° 1 8 de mayo de 2010 - 29 de mayo de 2010                                                              | Siguiente: «Guapa» de Diego Torres                                    |
| Anterior: «Telephone» de Lady Gaga con Beyonce                | Rumania Top 100 - Sencillo N° 1 14 de mayo de 2010 - 21 de mayo de 2010                                                                          | Siguiente: «Rude Boy» de Rihanna                                      |
| Anterior: «Hasta abajo» de Don Omar con Daddy Yankee          | Bolivia Singles Chart - Sencillo N° 1 16 de mayo de 2010 - 13 de junio de 2010                                                                   | Siguiente: «Quisiera que tú me quisieras» de Azul Azul                |
| Anterior: «Mientes» de Camila                                 | Honduras Singles Chart - Sencillo N° 1 16 de mayo de 2010 - 27 de junio de 2010                                                                  | Siguiente: «Amor genuino» de Zion y Lennox                            |
| Anterior: «Mientes» de Camila                                 | Top Latino - Sencillo N° 1 23 de mayo de 2010 - 27 de junio de 2010                                                                              | Siguiente: «Cuando me enamoro» de Enrique Iglesias y Juan Luis Guerra |

## Trayectoria en listas
| Posición | 36 | 26 | 19 | 9 | 7 | 2 | 2 | 1 | 1 | 1 | 2 |

| Posición | 47 | 22 | 9 | 8 | 14 | 11 | 7 | 7 | 8 | 5 | 5 | 5 | 4 |

| Posición | 65 | 84 | 97 |